# Mimela aurata
Mimela aurata är en skalbaggsart som beskrevs av Fabricius 1801. Mimela aurata ingår i släktet Mimela och familjen Rutelidae. Utöver nominatformen finns också underarten M. a. meridionalis.